# Die wandernde Erde (Sammlung)
Die wandernde Erde ist eine Science-Fiction-Sammlung aus elf Kurzgeschichten des chinesischen Schriftstellers Liu Cixin, welche am 14. Januar 2019 beim Heyne Verlag erschienen ist. Die Kurzgeschichten stammen alle aus der Zeit, in der Liu Cixin mit diesen an eine immer größere Bekanntheit in China gelangte, etwa wurden fünf der Kurzgeschichten mit dem Galaxy Award ausgezeichnet. Die Übersetzung stammt von Karin Betz, Johannes Fiederling und Marc Hermann.

## Kurzgeschichten
- Die wandernde Erde, veröffentlicht unter dem Originaltitel 流浪地球 (Pinyin liúlàng dìqiú) in Science Fiction World im Juli 2000; übersetzt von Johannes Fiederling: Aufgrund eines drohenden Heliumblitzes der Sonne in vierhundert Jahren und fehlenden bewohnbaren Exoplaneten muss die ganze Erde mit planetaren Triebwerken auf eine interstellare Reise gehen.
- Gipfelstürmer, veröffentlicht unter dem Originaltitel 山 (Pinyin shān „Berg“) in Science Fiction World im Januar 2006 (Erweiterung von 海水高山 (Pinyin hǎishuǐ gāoshān „Großer Meerwasserberg“), veröffentlicht im Jahr 2003); übersetzt von Johannes Fiederling: Ein begeisterter Bergsteiger, der sich jedoch seit einem schweren Unglück von Bergen fernhält, bekommt mitten im Meer einen alles übertreffenden Gipfel geboten.
- Das Ende der Kreidezeit, veröffentlicht unter dem Originaltitel 白垩纪往事 (Pinyin bái’è jì wǎngshì) im Jahr 2004 (gekürzte Fassung von 当恐龙遇上蚂蚁 (Pinyin dāng kǒnglóng yù shàng mǎyǐ „Von Dinosauriern und Ameisen“), veröffentlicht im Jahr 2004); übersetzt von Johannes Fiederling: Bei einer Symbiose zwischen Ameisen und Dinosauriern können sich diese zunächst wegen ihrer verschiedenen Größen helfen, doch genau dies sorgt auch für Spannungen.
- Die Sonne Chinas, veröffentlicht unter dem Originaltitel 中国太阳 (Pinyin zhōngguó tàiyáng) in Science Fiction World im Januar 2002; übersetzt von Marc Hermann: Ein großer Spiegel über China soll in der Nacht als künstliche Sonne dienen, wobei ungewöhnliche Arbeitsplätze geschaffen und eine ungewöhnliche Entsorgung erwogen wird.
- Um Götter muss man sich kümmern, veröffentlicht unter dem Originaltitel 赡养上帝 (Pinyin shànyǎng shàngdì „Götter versorgen“) im Januar 2005; übersetzt von Marc Hermann: Eine alte außerirdische Zivilisation besucht die Erde und will als Erschaffer der Menschheit nun deren Altenpflege in Anspruch nehmen.
- Fluch 5.0, veröffentlicht unter dem Originaltitel 太原诅咒 (Pinyin tàiyuán zǔzhòu „Taiyuan-Fluch“); übersetzt von Karin Betz: Ein alter Internetvirus wird über die Jahre durch Rachegelüste immer weiter verfeinert und richtet Schaden in Taiyuan an.
- Das Mikrozeitalter, veröffentlicht unter dem Originaltitel 微纪元 (Pinyin wēi jìyuán) in Science Fiction World im April 2004; übersetzt von Johannes Fiederling: Nach einer erfolglosen interstellaren Mission kehrt ein Raumfahrer zu einer zerstörten Erde zurück, auf der die Menschheit jedoch im Mikrobereich überlebt hat.
- Weltenzerstörer, veröffentlicht unter dem Originaltitel 人和吞食者 (Pinyin rén hé tūnshízhě „Mensch und Verschlinger“) in Science Fiction World im November 2002; übersetzt von Marc Hermann: Ein planetengroßes außerirdisches Raumschiff erreicht das Sonnensystem mit der Absicht, die Rohstoffe der gesamten Erde zu plündern.
- Die Versorgung der Menschheit, veröffentlicht unter dem Originaltitel 赡养人类 (Pinyin shànyǎng rénlèi „Menschheit versorgen“) in Science Fiction World im November 2005; übersetzt von Marc Hermann: Ein gut ausgebildeter Attentäter wird von Ultrareichen erst für den Mord an Obdachlosen angeheuert, doch dann wollen diese plötzlich ihr gesamtes Geld verschenken.
- Durch die Erde zum Mond, veröffentlicht unter dem Originaltitel 地球大炮 (Pinyin dìqiú dàpào „Erdkanone“) in Science Fiction World im September 2003; übersetzt von Karin Betz: Ein waghalsiges Projekt, um in die Erde vorzudringen, sorgt für zahlreiche Katastrophen doch entwickelt sich dann ungeahnt weiter.
- Mit ihren Augen, veröffentlicht unter dem Originaltitel 带上她的眼睛 (Pinyin dài shàng tā de yǎnjīng) im Oktober 1999; übersetzt von Karin Betz: Über eine Brille kann eine Astronautin auf einer besonders ungewöhnlichen Mission die Illusion eines Urlaubs in den Bergen erleben.

## Hintergrund
Fünf Kurzgeschichten der Anthologie wurden mit dem Galaxy Award ausgezeichnet. „Mit ihren Augen“ im Jahr 1999, „Die wandernde Erde“ im Jahr 2000, „Die Sonne Chinas“ im Jahr 2002, „Durch die Erde zum Mond“ im Jahr 2003 und „Die Versorgung der Menschheit“ im Jahr 2005.
Vier Paare an Kurzgeschichten der Anthologie sind miteinander verbunden. „Die wandernde Erde“ (2000) und „Mikrozeitalter“ (2004) basieren auf der gleichen Prämisse. „Mit ihren Augen“ (1999) erhält eine ausführliche Hintergrundgeschichte in „Durch die Erde zum Mond“ (2003). „Weltenzerstörer“ (2002) bekam mit „Das Ende der Kreidezeit“ (2004) eine Vorgeschichte. „Um Götter muss man sich kümmern“ (2005) wird in „Die Versorgung der Menschheit“ (2005) direkt fortgeführt, darauf basiert die Ähnlichkeit der chinesischen Originaltitel.
„Die wandernde Erde“ (2000) wurde in Die wandernde Erde (2019) und Die wandernde Erde II (2023) verfilmt. Die wandernde Erde III mit voraussichtlicher Veröffentlichung im Jahr 2027 ist bereits in Planung.

## Kritik
Für Christian Endres von diezukunft.de „malt Liu riesengroße Bilder des Fortschritts, des Universums, der darin vorherrschenden Kräfte“ in der Kurzgeschichte „Die wandernde Erde“. „Nicht weniger beeindruckend“ seien „Gipfelstürmer“ und „Durch die Erde zum Mond“. Obwohl er „gewaltige Zerstörungskraft beschreibt“ und „gewaltige Vorstellungskraft fordert“ seien die Kurzgeschichten „stark faktenorientiert und nüchtern“. Nebenbei findet sich „immer Platz für ein wenig Gesellschaftskritik, die sich keineswegs auf China beschränkt“.
Für Gunter Barnewald von phantastiknews.de schafft es Liu Cixin „trotz der schwach entwickelten Charaktere“ mit „kühnen Welt-Entwürfen zu faszinieren und mit der Handlung zu fesseln“. „Gipfelstürmer“ wirkt dabei „extrem befremdlich und enervierend aber auch irgendwie aufregend“. „Die Versorgung der Menschheit“ entwirft einen „krassen satirischen Blick auf die schlimmsten Auswüchse des Kapitalismus“ und „ist faszinierend und horribel zugleich“. Besonders die Titelgeschichte „Die wandernde Erde“ zeigte deutlich, wie gut Liu Cixin erzählen könne, da „man gar nicht umhin kann als die flotte Geschichte einfach zu genießen“.